# Conacul urban de pe str. Mitropolit Gavriil Bănulescu-Bodoni, 17 (Chișinău)
Conacul urban de pe str. Mitropolit Gavriil Bănulescu-Bodoni, 17 este o clădire amplasată pe str. Mitropolit G. Bănulescu-Bodoni, 17 în Chișinău, Republica Moldova. Este un monument arhitectural de importanță națională inclus în Registrul monumentelor Republicii Moldova ocrotite de stat cu nr. 257 (municipiul Chișinău). Datează de la înc. sec. XX.